# Manifest von Manila
Das Manifest von Manila (auch Lausanne II genannt) ist das Schlussdokument des „Internationalen Kongresses für Weltevangelisation“ in Manila. Es gilt als die Fortschreibung und Aktualisierung der Lausanner Verpflichtung, einer freiwilligen, christlich-evangelikalen Verpflichtungserklärung.

## Geschichte
Der zweite „Kongress für Weltevangelisation“ fand im Juli 1989 in Manila statt. Organisiert wurde die internationale Tagung vom Lausanner Komitee für Weltevangelisation. Erstmals hatte der Kongress 1974 im schweizerischen Lausanne stattgefunden.

## Inhalt
Das Manifest von Manila ist keine individuelle Verpflichtung, sondern eine „öffentliche Erklärung von Überzeugungen, Absichten und Motiven.“ Verfasst wurde das Dokument von John Stott. Es nimmt wesentliche Inhalte der Lausanner Verpflichtung erneut auf, ergänzt und aktualisiert diese. Das Manifest von Manila differenziert zwischen Evangelisation und sozialem Engagement.